# Gröditz
Gröditz ist eine Kleinstadt im Landkreis Meißen in Sachsen in der Röderaue zwischen Riesa und Elsterwerda.

## Geographie
Gröditz liegt auf einer rund 100 Meter hoch gelegenen Tiefebene, die von der Großen Röder durchflossen wird. Die Stadt liegt auf der sächsischen Seite der heutigen sächsisch-brandenburgischen und der früheren sächsisch-preußischen Grenze. Durch Gröditz führt der Elsterwerda-Grödel-Floßkanal (Floßgraben), der für die Versorgung des Dresden-Meißner Elbtals mit Holz aus dem Schradenwald angelegt wurde und später zu einer standortfördernden Verbindung der eisenverarbeitenden Werke Riesa, Gröditz und Lauchhammer wurde. 1947 wurde die Schifffahrt eingestellt.
Zu Gröditz gehören neben der Kernstadt die Ortsteile Nauwalde, Nieska, Reppis, Spansberg und Schweinfurth.

## Geschichte
Gröditz wurde urkundlich erstmals im Jahre 1363 erwähnt, bestand aber wohl mindestens seit dem späten 12. Jahrhundert und war slawisch besiedelt. Die Röderaue selbst, in welcher sich Gröditz befindet, ist seit dem 1. Jahrhundert besiedelt. Der Ortsname leitet sich – wie bei Gröditz in der Oberlausitz – vom sorbischen Wort grod für „Burg“ ab.
Das Straßendorf gehörte zur Herrschaft Saathain. Das fünf Kilometer nördlich gelegene und einst im heute brandenburgischen Saathain befindliche Schloss, von dem in der Gegenwart nur noch Ruinen, der Park und die Gutskirche zu sehen sind, ist eine der ältesten Wehranlagen an der Schwarzen Elster. Sie gehörte bis Mitte des 14. Jahrhunderts als Reichslehen dem Stift zu Naumburg. Neben Gröditz und Saathain zählten auch die Orte Stolzenhain, Schweinfurth, Reppis und das 1935 in Kröbeln eingemeindete Mühldorf.

Das Gräflich Einsiedelsche Eisenwerk in Gröditz um 1830

In den Jahren 1742 bis 1748 erfolgte unter dem sächsischen Kurfürsten Friedrich August II. der Bau des Elsterwerda-Grödel-Floßkanals, eines durch Bomätscher (Treidler, Schiffszieher) betriebenen Schifffahrtsweges. Das durch Gröditz führende Wasserbauwerk bildete schließlich die Grundlage für die spätere Industrialisierung der Ortslage von Gröditz. Graf Detlev Carl von Einsiedel, der unter anderem die Herrschaft Saathain erbte, erwarb im Jahre 1779 die Gröditzer Mühle und gründete an diesem Standort die Gröditzer Eisenhütte (Lauchhammerwerk). 1825 erfolgte die Grundsteinlegung zum Bau eines Hochofens, der 1827 in Betrieb genommen wurde.
Die vormals nur aus einigen Häusern bestehende Gemeinde Gröditz wuchs wie auch einige umliegende Gemeinden in erster Linie durch das sich hier ansiedelnde Stahlwerk, was weitere Industrieansiedlungen nach sich zog. Besaß Gröditz im Jahre 1836 erst 150 Einwohner, so waren es kurz vor der Errichtung der Eisenbahnstrecke Elsterwerda–Riesa schon 545.
Während des Zweiten Weltkrieges gab es ein Zwangsarbeiterlager in den Lauchhammerwerken der Mitteldeutschen Stahlwerke des Flick-Konzerns, in dem 4000 Kriegsgefangene sowie Frauen und Männer aus den von Deutschland besetzten Ländern in der Geschützproduktion eingesetzt wurden. Vom 27. September 1944 bis 17. April 1945 bestand ein Außenlager des KZ Flossenbürg mit mehr als 1000 KZ-Häftlingen, darunter 260 Juden. Mindestens 220 Häftlinge starben infolge der extrem menschenfeindlichen Lebensbedingungen. Noch kurz vor Ende des Krieges wurde am 17. April 1945 in einem Steinbruch unweit der kleinen Gemeinde Koselitz an 188 Lagerinsassen ein Massaker verübt, als amerikanische Streitkräfte nur noch etwa achtzehn Kilometer von Gröditz entfernt waren.
Das Wachstum der Gemeinde hielt weiter an und schließlich am 5. Oktober 1967 erhielt Gröditz Stadtrecht. Für das darauf folgende Jahr 1968 sind in Gröditz 8100 Einwohner verzeichnet und die Bevölkerungszahl wuchs weiter bis zum Ende der 1980er Jahre bis auf über 10.000 Einwohner.
Am 25. Mai 2009 erhielt die Stadt den von der Bundesregierung verliehenen Titel „Ort der Vielfalt“.

Gröditz 1955
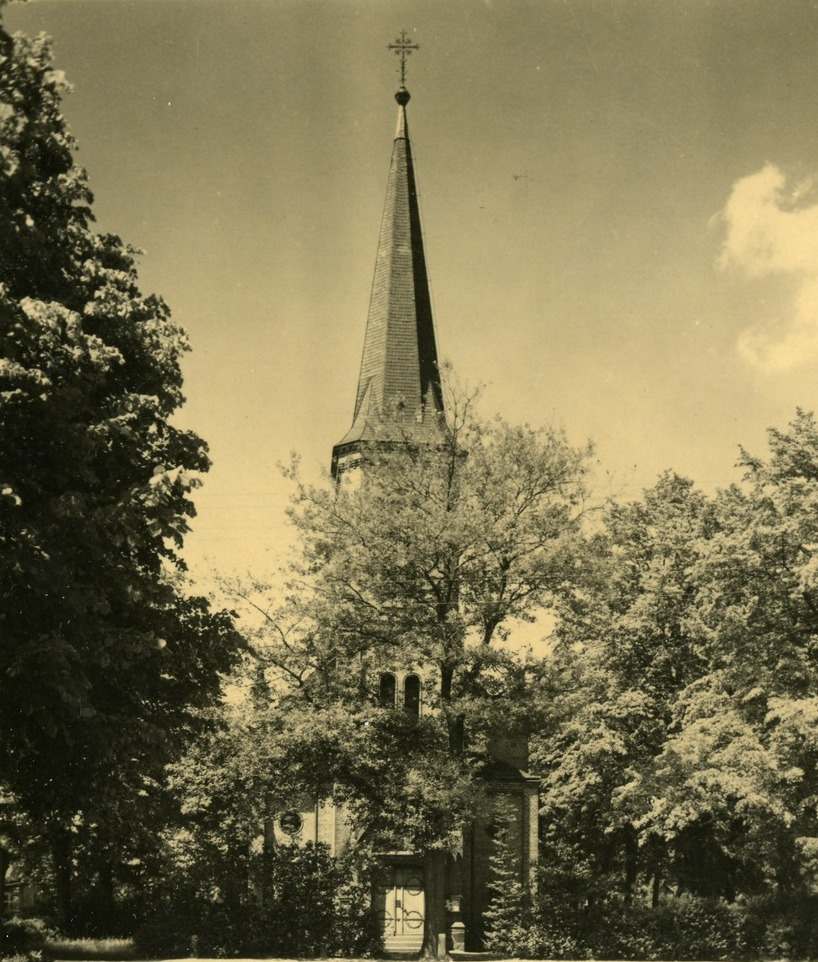
Evangelische Kirche Gröditz
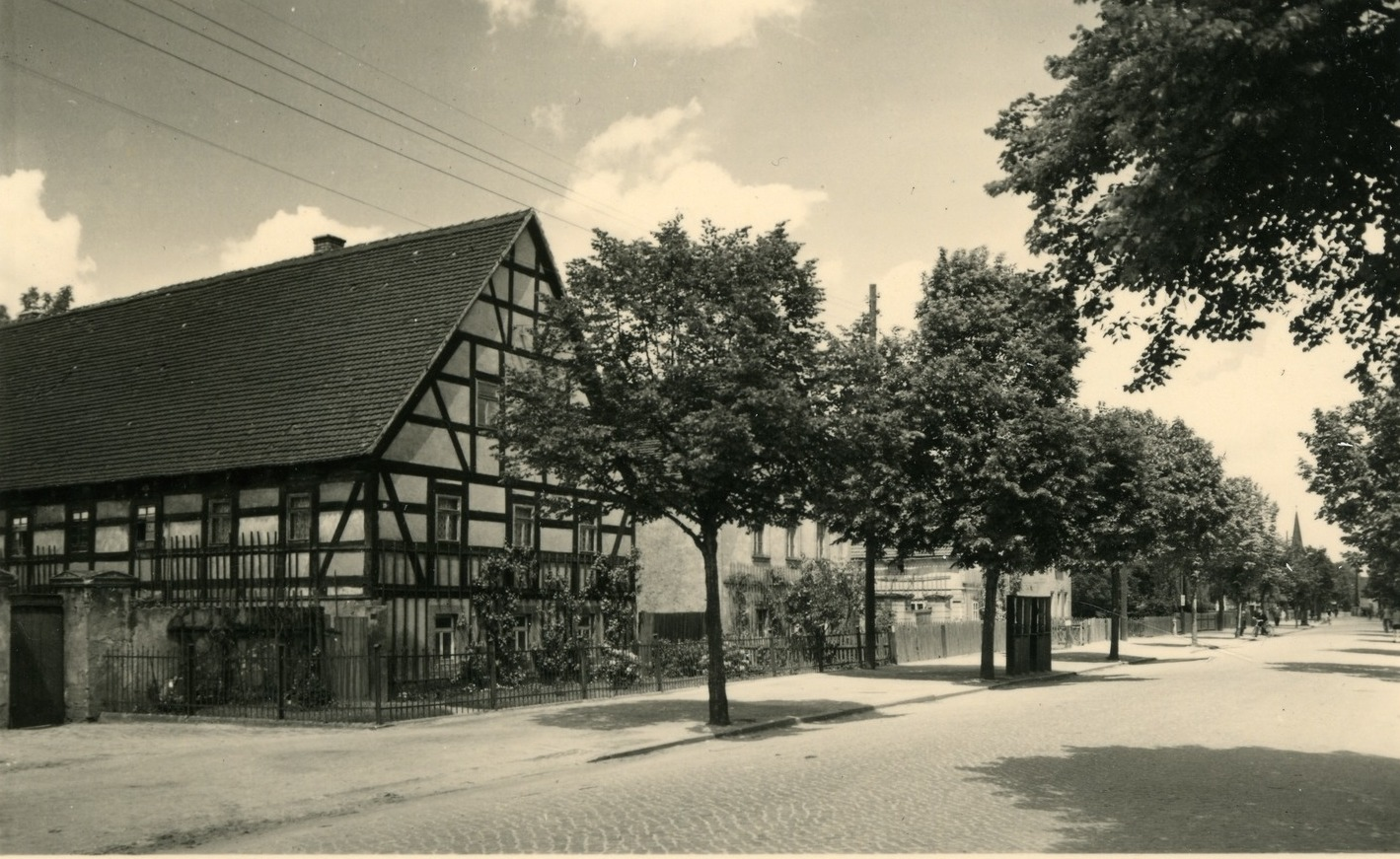
Die Dorfstraße in Gröditz
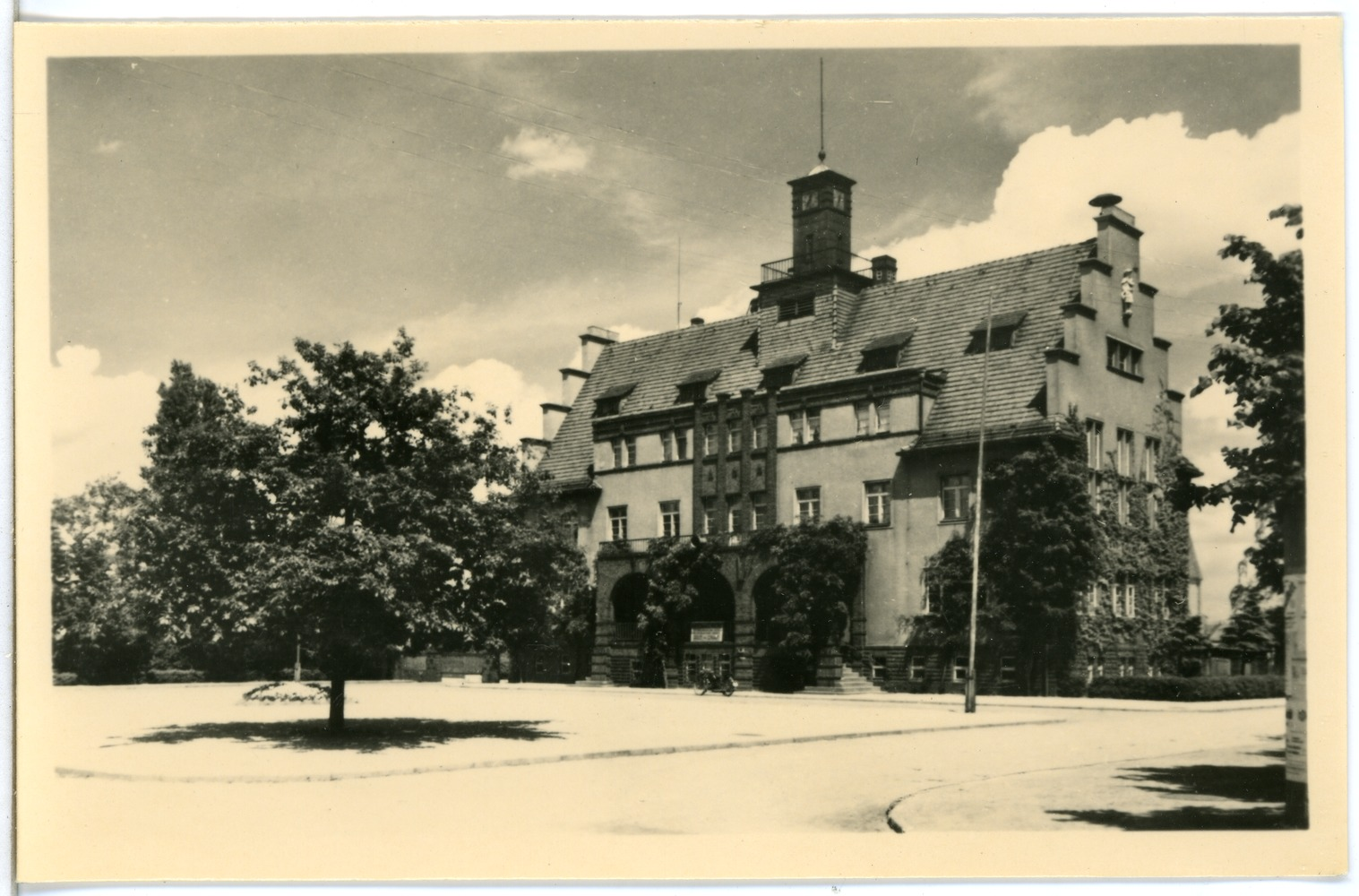
Rathaus

### Eingemeindungen
Am 1. Oktober 1928 wurde das im Norden von Gröditz gelegene Nachbardorf Reppis eingemeindet. Am 1. Januar 2013 folgte die Eingemeindung der Nachbargemeinde Nauwalde, die seit 2000 Mitglied der Verwaltungsgemeinschaft Gröditz war.

### Einwohnerentwicklung
| Jahr | Einwohner |
| ---- | --------- |
| 1682 | 0.152     |
| 1836 | 0.150     |
| 1848 | 0.170     |
| 1871 | 0.545     |
| 1890 | 0.954     |
| 1900 | 1.469     |
| 1936 | 3.500     |
| 1945 | 4.303     |

| Jahr | Einwohner |
| ---- | --------- |
| 1946 | 05.406    |
| 1968 | 08.100    |
| 1987 | 10.436    |
| 1990 | 10.059    |
| 1994 | 09.265    |
| 1998 | 08.878    |
| 2003 | 08.081    |
| 2007 | 07.534    |

| Jahr | Einwohner |
| ---- | --------- |
| 2009 | 7.244     |
| 2011 | 6.970     |
| 2013 | 7.524     |
| 2023 | 6.834     |

## Politik

### Stadtrat
Die Stadtratswahl vom 9. Juni 2024 führte zu folgendem Ergebnis und folgender Sitzverteilung:
- AfD: 7 Sitze
- BGV: 6 Sitze
- CDU: 2 Sitze
- SPD: 2 Sitze
- Linke: 1 Sitz

| Insgesamt 18 Sitze - Linke: 1 - SPD: 2 - BGV: 6 - CDU: 2 - AfD: 7 | Wahlvorschlag     | 2024   | 2024   | 2019   | 2019   | 2014   | 2014   |
| Insgesamt 18 Sitze - Linke: 1 - SPD: 2 - BGV: 6 - CDU: 2 - AfD: 7 | Wahlvorschlag     | Sitze  | in %   | Sitze  | in %   | Sitze  | in %   |
| Insgesamt 18 Sitze - Linke: 1 - SPD: 2 - BGV: 6 - CDU: 2 - AfD: 7 | AfD               | 7      | 39,3   | 6      | 29,6   | –      | –      |
| Insgesamt 18 Sitze - Linke: 1 - SPD: 2 - BGV: 6 - CDU: 2 - AfD: 7 | Bürgervereinigung | 6      | 32,6   | 5      | 28,9   | 4      | 20,2   |
| Insgesamt 18 Sitze - Linke: 1 - SPD: 2 - BGV: 6 - CDU: 2 - AfD: 7 | CDU               | 2      | 13,5   | 4      | 20,1   | 5      | 29,1   |
| Insgesamt 18 Sitze - Linke: 1 - SPD: 2 - BGV: 6 - CDU: 2 - AfD: 7 | SPD               | 2      | 8,7    | 1      | 9,5    | 3      | 16,1   |
| Insgesamt 18 Sitze - Linke: 1 - SPD: 2 - BGV: 6 - CDU: 2 - AfD: 7 | Linke             | 1      | 5,8    | 2      | 11,9   | 3      | 17,4   |
| Insgesamt 18 Sitze - Linke: 1 - SPD: 2 - BGV: 6 - CDU: 2 - AfD: 7 | FWV Gröditz       | –      | 0–     | –      | –      | 3      | 17,1   |
| Insgesamt 18 Sitze - Linke: 1 - SPD: 2 - BGV: 6 - CDU: 2 - AfD: 7 | Wahlbeteiligung   | 61,4 % | 61,4 % | 57,3 % | 57,3 % | 46,2 % | 46,2 % |

### Bürgermeister
Von Juni 2008 bis Juli 2022 war Jochen Reinicke Bürgermeister von Gröditz. Ihm folgte im August 2022 Enrico Münch.
| Wahl | Bürgermeister   | Vorschlag | Wahlergebnis (in %) |
| ---- | --------------- | --------- | ------------------- |
| 2022 | Enrico Münch    | CDU       | 62,9                |
| 2015 | Jochen Reinicke | Reinicke  | 95,5                |
| 2008 | Jochen Reinicke | Reinicke  | 49,2                |
| 2001 | Andreas Bölke   | Bölke     | 60,5                |
| 1994 | Andreas Bölke   | Bölke     | 59,0                |

### Wappen
Das Gröditzer Stadtwappen von 1982 ist viergeteilt: Feld 1 in Rot eine goldene (gelbe) Ähre, Feld 2 in Gold (Gelb) ein schwarzer Amboss mit Hammer, Feld 3 in Blau eine goldene (gelbe) französische Lilie, Feld 4 in Silber (weiß) eine rote Rose.
Die Ähre versinnbildlicht das agrarisch geprägte Umland, Hammer und Amboss die bis 1780 zurückreichende Eisenverarbeitung. Historische Besitzverhältnisse werden durch die Lilie (Linie von Köckeritz) sowie die Rose (Linie von Schleinitz) symbolisiert.

### Städtepartnerschaften
Seit 1969 besteht eine Städtepartnerschaft mit Jarny in Frankreich. Eine innerdeutsche Partnerschaft mit Linkenheim-Hochstetten besteht informell seit 1984 (erstes Treffen der Bürgermeister), formell seit 1990.

## Kultur und Sehenswürdigkeiten
- siehe auch: Liste der Kulturdenkmale in Gröditz

### Bauwerke
- Evangelische Kirche Gröditz
- Dorfkirche Spansberg
- Dorfkirche Nauwalde
- Elsterwerda-Grödel-Floßkanal
- Gröditzer Rathaus
- Wasserturm
- Grenzstein an der ehemaligen Grenze zwischen Sachsen und Preußen von 1815
- Hotel „Spanischer Hof“

Bauwerke in Gröditz
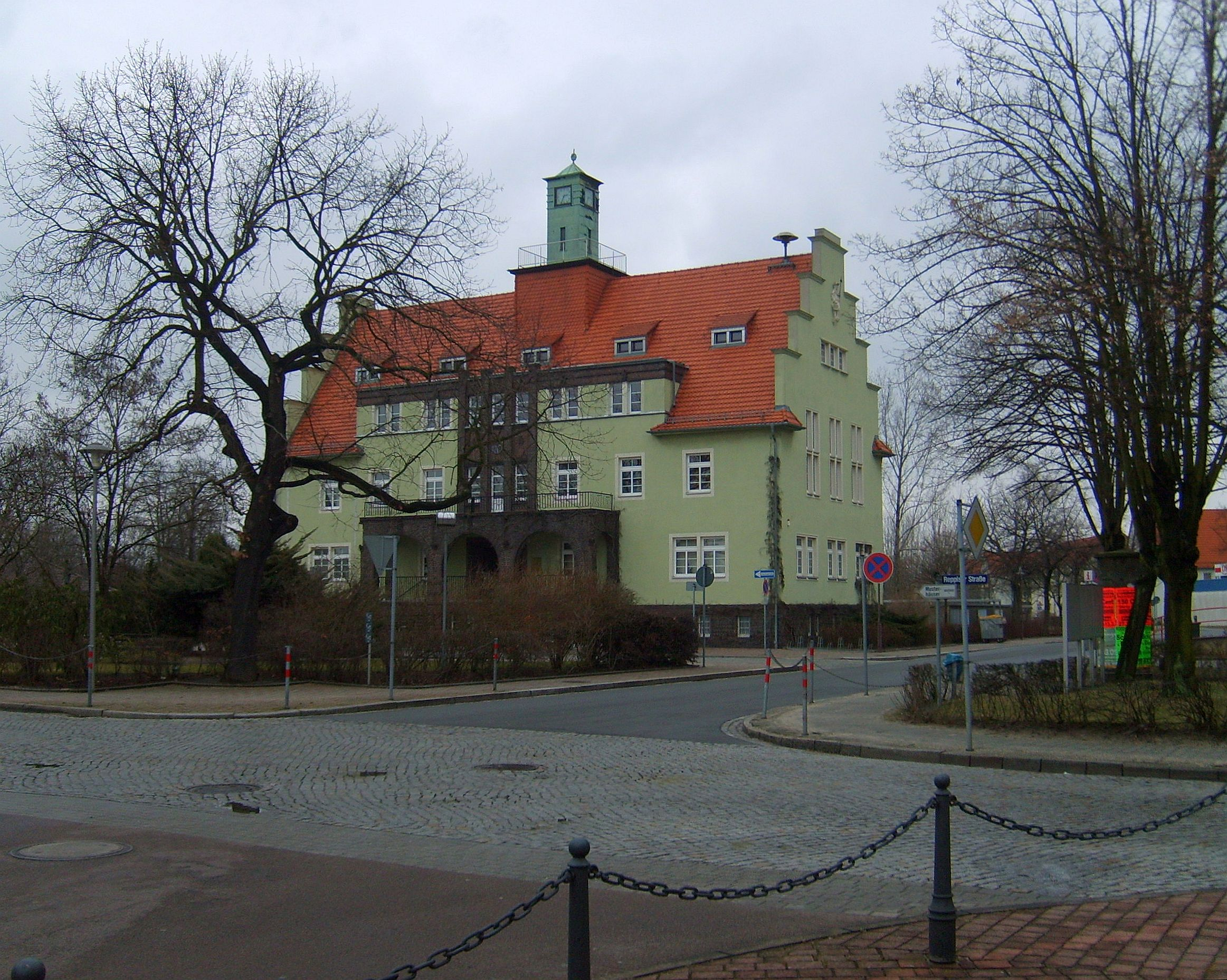
Rathaus
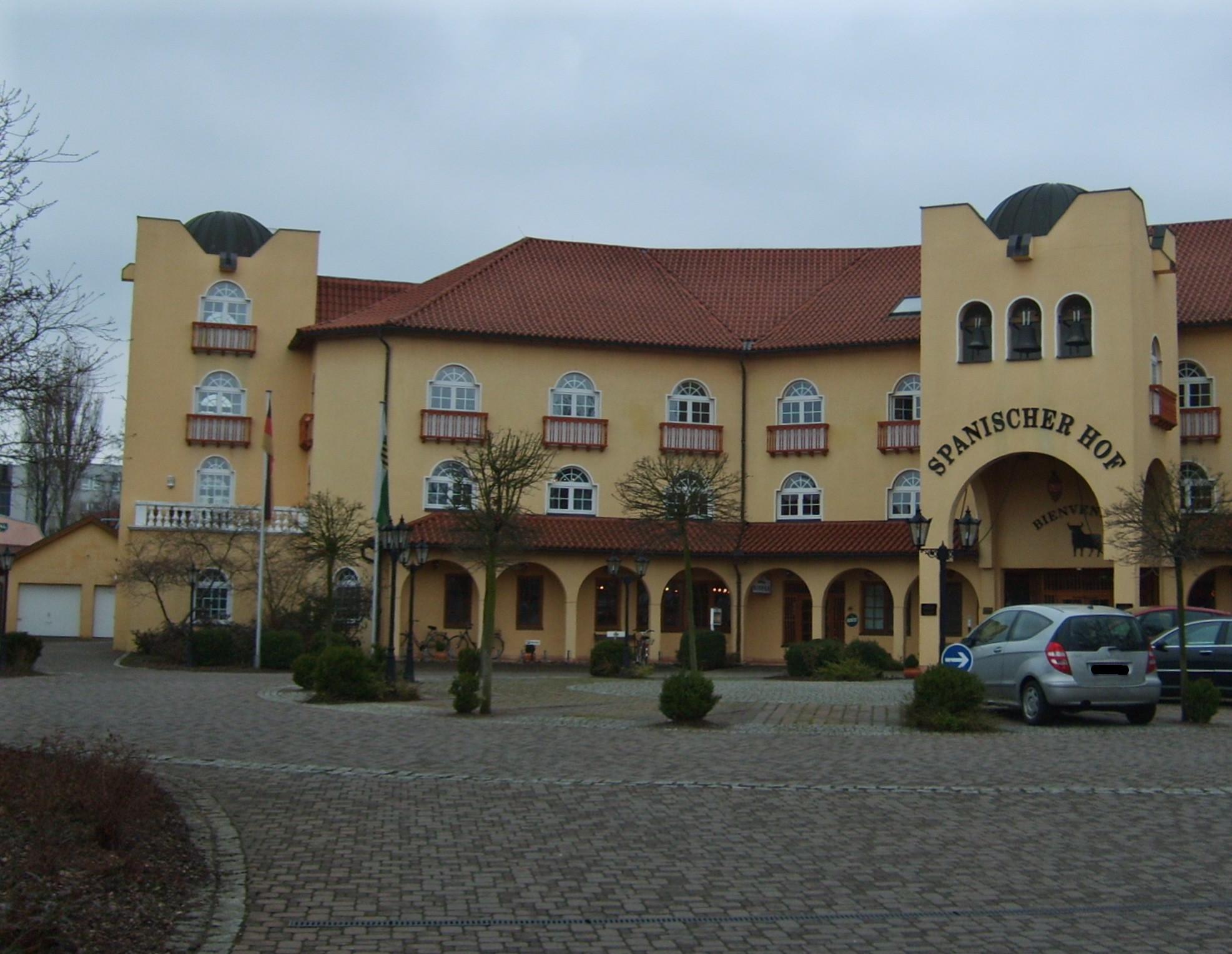
Hotel „Spanischer Hof“
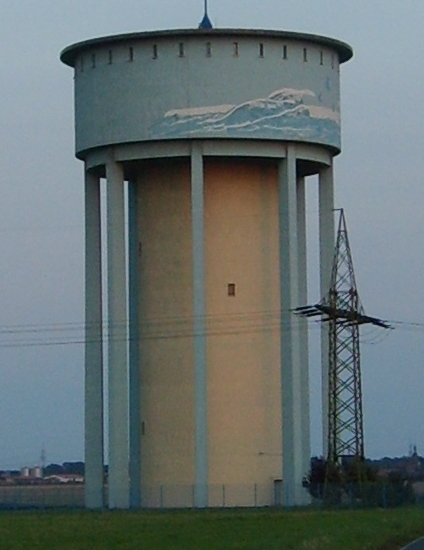
Der Wasserturm in Gröditz
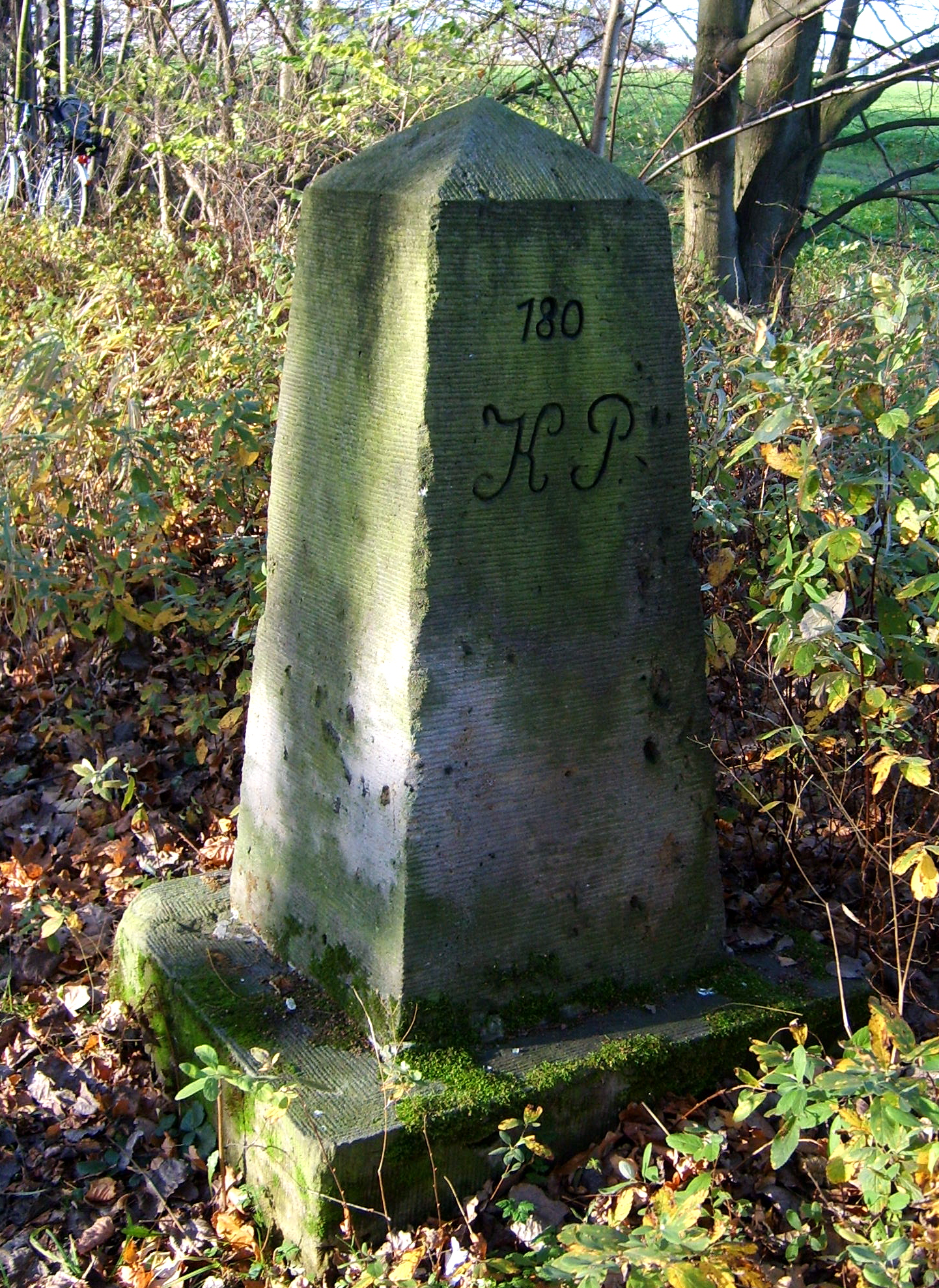
Sächsisch-Preußischer Grenzstein Nr. 180

### Gedenkstätten
In Gröditz gibt es verschiedene Opfergedenkstätten: für Gröditzer Opfer von Kriegen und Diktaturen am Denkmalsplatz, für Kriegsopfer der Sowjetarmee (Reppiser Straße) und für umgekommene KZ-Häftlinge und Zwangsarbeiter Südrand Stahlwerk. Eine Grab- und Gedenkanlage von 1946 für 47 sowjetische Kriegsgefangene und 16 KZ-Häftlinge, die während des Zweiten Weltkrieges Opfer der Zwangsarbeit wurden, sowie ein Gedenkstein aus dem Jahre 1991 für italienische Militärinternierte befinden sich auf dem Gelände der Lauchhammerwerke.

Gedenkstätten in Gröditz
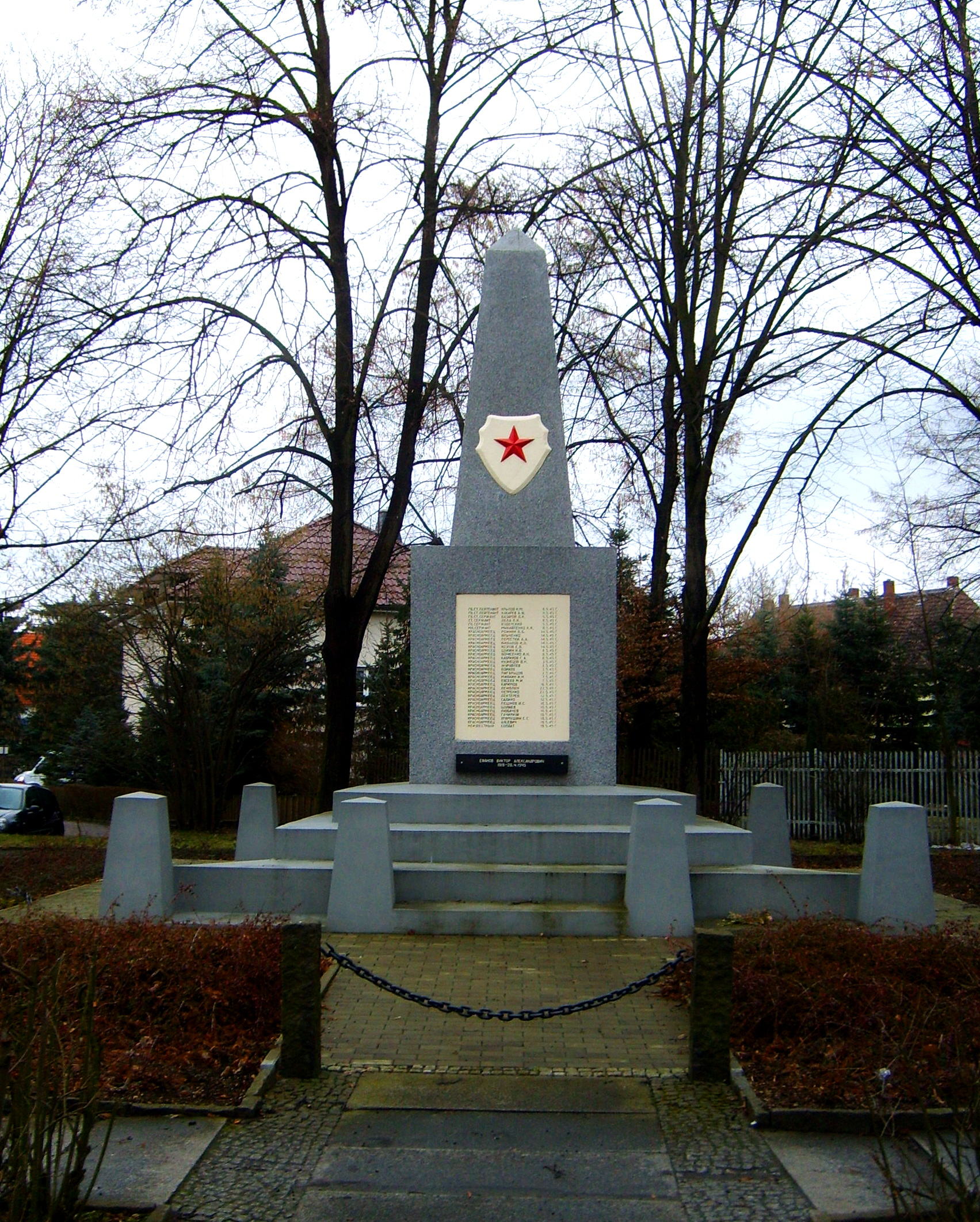
Ehrenmal Reppiser Straße
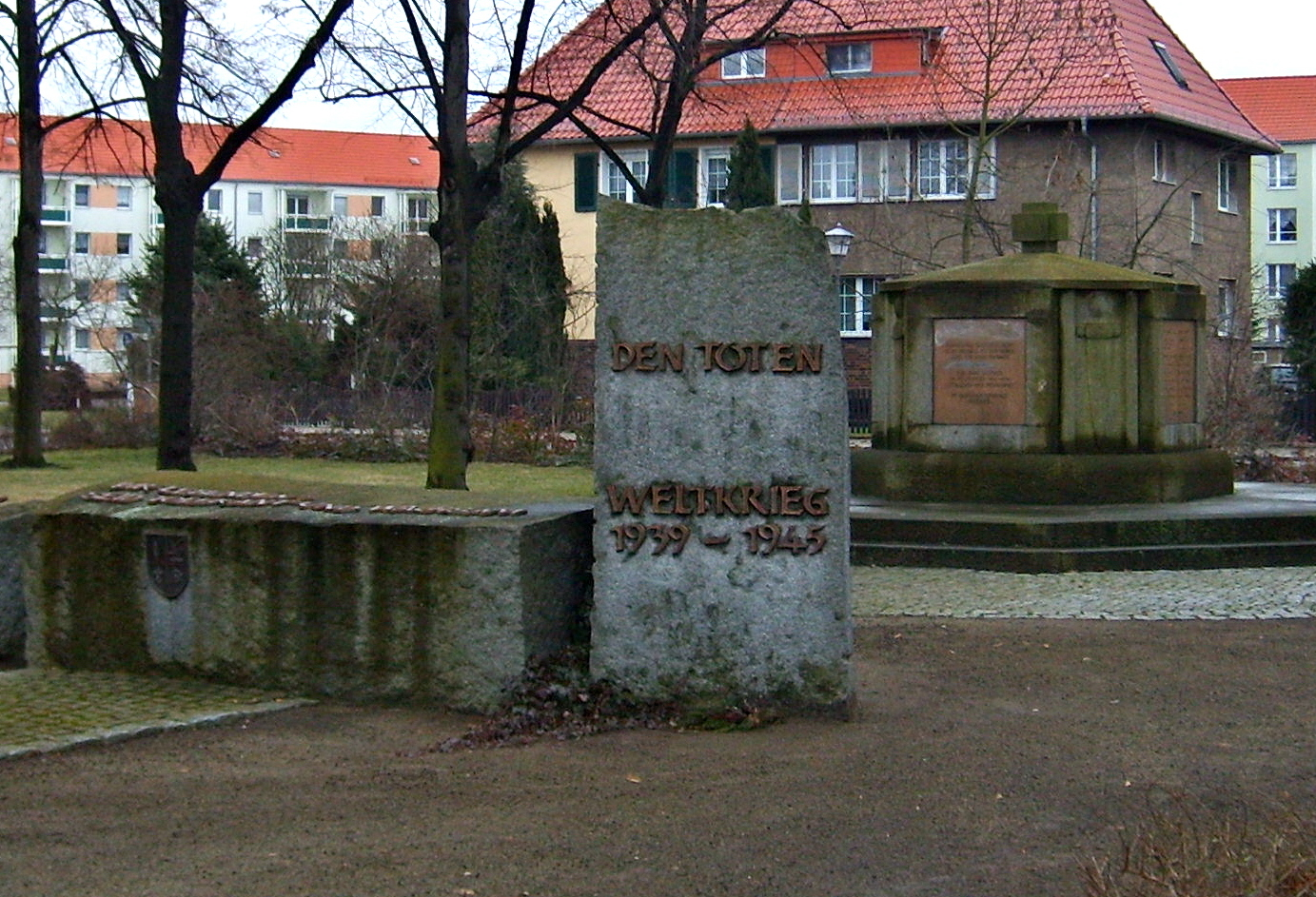
Zentraler Denkmalsplatz
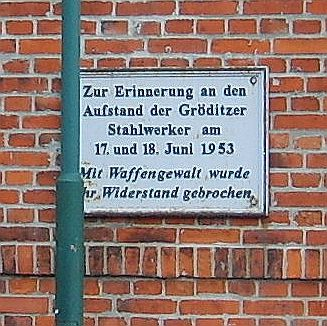
Gedenktafel zur Erinnerung an den 17. Juni 1953

### Kultur
- Kino Castello

## Wirtschaft und Infrastruktur

### Unternehmen

#### Schmiedewerke Gröditz GmbH / Stahlguss Gröditz GmbH
1779 wurde durch Graf Detlev Carl von Einsiedel die Gröditzer Eisenhütte gegründet, die durch den Bau eines Hochofens bereits 1827 der führende Hersteller von Röhren für Wasser und Gasleitungen war. Nach dem Zweiten Weltkrieg wurde das Unternehmen 1948 unter dem Namen VEB Stahl- und Walzwerk Gröditz als Volkseigener Betrieb verstaatlicht. 1954 endete die Phase des Wiederaufbaus mit der Inbetriebnahme einer 60-MN-Schmiedepresse. Nach der Wende erfolgte 1990 die Neugründung unter dem Namen Gröditzer Stahlwerke GmbH. 1997 übernahm die Georgsmarienhütte Holding GmbH das Unternehmen, zwei Jahre später wurden die operativen Bereiche Edelstahl Gröditz und Stahlwerk Gröditz gegründet, die 2002 in der Privatisierung der Schmiedewerke Gröditz GmbH und der Elektrostahlwerke Gröditz GmbH mündeten. 2004 firmierte die Stahlgießerei als Stahlguss Gröditz GmbH zu einem eigenständigen Unternehmen der Georgsmarienhütte Holding GmbH. Dieser Betrieb wurde Mitte des Jahres 2015 geschlossen, nachdem am 5. März 2015 die letzte Formgusscharge vergossen worden war. Die Schmiedewerke Gröditz stellen auf eigener Stahlbasis Freiformschmiedestücke und Ringwalzerzeugnisse her.
Ende des Jahres 1989 arbeiten im Stahlwerk Gröditz 5600 Beschäftigte. 2008 beschäftigten die in Gröditz ansässigen Unternehmen der GMH-Gruppe zusammen 823 Mitarbeiter.

#### Zellstoffwerk
1883 gründete die Firma Kübler & Niethammer in Gröditz eine Sulfitzellstofffabrik. Am 15. Mai 1884 wurde die Produktion von Sulfitzellstoff aufgenommen. Der Betrieb hatte 250 Beschäftigte. 1940 wurde eine neue Spritfabrik in Betrieb genommen, die Rohspiritus aus der Ablauge der Kocherei erzeugte. Die Produktion erreichte eine Jahresmenge von 39.000 t Zellstoff. 1946 wurde der Betrieb in Volkseigentum überführt. Zum 1. Januar 1991 wurde im Zellstoffwerk die Produktion eingestellt. 1992 wurde der Säureturm gesprengt, von 1993 bis 1995 nutzte die Stahlhandel Gröditz GmbH die alte Zellstofffabrik, um das Geschäftsfeld der Qualitäts- & Edelstahlzuschnitte zu erweitern. 1997 wurden Kraftwerk und Schornstein abgerissen.

#### Stahlhandel Gröditz GmbH
1993 bezog die Stahlhandel Gröditz GmbH das alte Zellstoffwerk und fertigte gesägte Stahlzuschnitte für Kunden aus Gröditz und Umgebung. Da die Räumlichkeiten für die Anforderungen nicht mehr ausreichte, entschloss sich Geschäftsführer Michael Voß, den Stahlhandel im Gewerbering in Gröditz fortzuführen. Aufgrund der weiteren positiven Entwicklung wurde 2005 das erste Sägezentrum am Standort Zeithain eröffnet. Ab 2007 folgten weltweit Messeauftritte. Mit mittlerweile mehr als 5.000 Kunden in 82 Ländern musste 2013 am Güterbahnhof in Gröditz Raum für zusätzliche Arbeitsplätze geschaffen werden. Die Erweiterung der Produktionskapazitäten in Zeithain wurde 2014 mit dem Umzug des Sägezentrums in eine größere Halle mit 12.000 m² realisiert.

#### Erstlings- und Kinderbekleidungswerk Oschatz, Zweigstelle Gröditz
Von 1972 bis 1990 existierte in Gröditz eine Zweigstelle (Näherei) des VEB Erstlings- und Kinderbekleidungswerks Oschatz (EKO) mit zum Ende ca. 230 Beschäftigten. Die fertigen Textilien wurden auch in die Sowjetunion und in das „nichtsozialistische Ausland“ geliefert u. a. an C&A. Auf diesem Gelände befindet sich jetzt das REWE-Center.

### Bildung
Die Stadt Gröditz verfügt über zwei Schulen und vier Kindertagesstätten.
Mit gegenwärtig zehn Klassen und über 200 Schülern ist die Gröditzer Grundschule eine der größten im Landkreis Meißen. Das 1954 errichtete Schulgebäude erhielt 1971 einen Turnhallen-Anbau. Offene Ganztagsangebote bietet die Schule für die Klassenstufen 3 und 4. Fachkabinette gibt es für die Fächer Religion, Ethik, Kunsterziehung, Begegnungssprache, Musik sowie Heimat- und Sachkunde.
Eine weitere Schule in der Stadt ist die Oberschule „Siegfried Richter“, welche verschiedene Ganztagsangebote anbietet. Die Schule wurde 1980 erbaut und erhielt am 13. Dezember 1982 den Namen Polytechnische Oberschule „Armin Walter“. Nach der Deutschen Wiedervereinigung wurde die Schule in eine Mittelschule und 2013 in eine Oberschule umgewandelt sowie von 2000 bis 2003 umfassend saniert. Seit dem 10. August 2001 trägt sie den Namen des am 27. September 2000 verstorbenen Gröditzer Ehrenbürgers Siegfried Richter. Der am 9. April 1997 gegründete Förderverein der Schule zählt gegenwärtig etwa 160 Mitglieder und hat seit 1997 eine Freizeitpädagogin zur Betreuung der Kinder und Jugendlichen eingestellt.
Von 1968 bis 2003 existierte eine weitere Schule (POS, später Mittelschule), die ab 1979 den Namen „Sigmund Jähn“ trug. Das Plattenbauschulgebäude an der Wainsdorfer Straße wurde 2006 abgerissen und auf der Abrissbrache eine Grünfläche mit Spielmöglichkeiten gestaltet.

### Verkehr
Die Bundesstraße 169 führt durch und die Bundesstraße 101 tangiert Gröditz. Gröditz besitzt einen Bahnhof an der Strecke Zeithain-Elsterwerda, an welchem auch das Stahlwerk einen Gleisanschluss besitzt, sowie die SPNV-Linie RB 45 zwischen Chemnitz, Riesa und Elsterwerda verkehrt. In Gröditz verkehren Buslinien, welche Gröditz unter anderem mit Riesa, Bad Liebenwerda, Elsterwerda und Großenhain verbinden.

## Persönlichkeiten

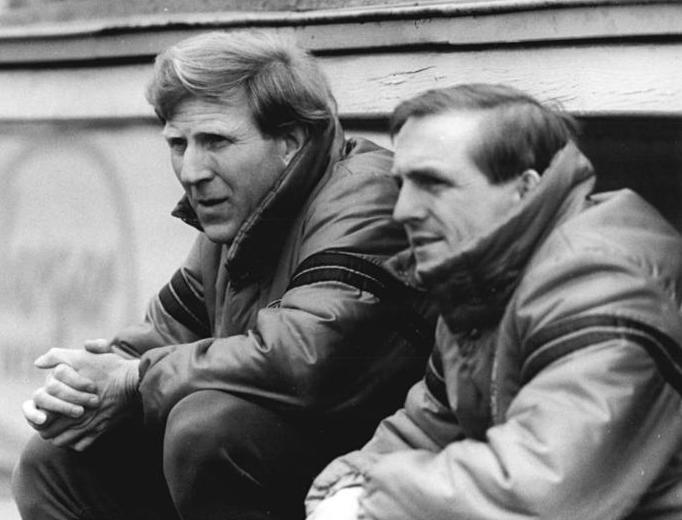
Klaus Sammer (links) und Dieter Riedel (rechts)

### Ehrenbürger
- Siegfried Richter (1922–2000), Unternehmer
- Kurt Biedenkopf (1930–2021), Jurist, Hochschullehrer und Politiker (CDU), Ministerpräsident Sachsen 1990–2002

### Söhne und Töchter der Stadt
- Elisabeth Karg-Gasterstädt (1886–1964), Germanistin, Lehrerin
- Johannes Schütze (1911–nach 1972), Politiker
- Horst Wendt (1933–2013), Gebrauchsgrafiker und Illustrator
- Klaus Sammer (* 1942), Fußballspieler und -trainer
- Dieter Riedel (* 1947), Fußballspieler und -trainer
- Lutz Heinrich (1954–2023), Rockmusiker, Sänger, Komponist sowie Gitarrist der Gruppe Renft

### Weitere Persönlichkeiten, die mit der Stadt in Verbindung stehen
- Pierre Villeminot (1913–1945), französischer Schriftsteller und Widerstandskämpfer. Er war Insasse des Gröditzer Zwangsarbeiterlagers und starb beim Massaker am 17. April 1945 in Koselitz.
- Ralf Minge (* 1960), Fußballspieler und -Funktionär (Dynamo Dresden), begann seine Karriere bei der TSG Gröditz.
- Daniel Ziebig (* 1983), Erst- und Zweitligafußballer bei Energie Cottbus, ist in Gröditz aufgewachsen und hat hier mit dem Fußball begonnen.